# Randia lasiantha
Randia lasiantha är en måreväxtart som först beskrevs av Paul Carpenter Standley, och fick sitt nu gällande namn av Paul Carpenter Standley. Randia lasiantha ingår i släktet Randia och familjen måreväxter. Inga underarter finns listade i Catalogue of Life.